# Високе (Табунський район)
Високе (рос. Высокое) — нині ліквідоване село яке знаходилось в Табунському районі Алтайського краю.

## Географія
Село розташовувалося за 6 км на північний схід від села Камишенка.

## Історія
Засноване у 1909 р. німцями-переселенцями з Причорномор'я як Александрогейм.
До 1917 року лютерансько-католицьке село Славгородської волості Барнаульського повіту Томської губернії. Лютеранський прихід Томськ-Барнаул.
Скасовано після 1966.

## Населення
Населення — 286 осіб (1926).